# Codex Mariendalensis

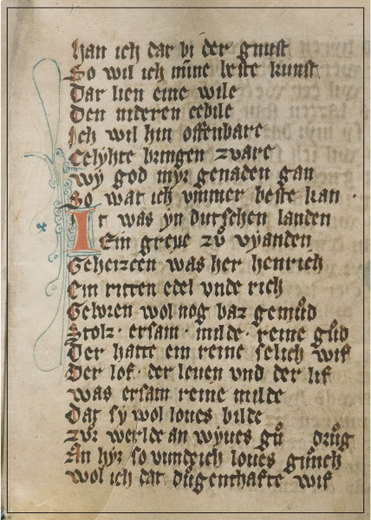
Seite aus der Handschrift

Der Codex Mariendalensis ist eine Handschrift des Yolanda-Epos aus dem 14. Jahrhundert. Sie galt zwischenzeitlich als verschollen, wurde aber 1999 von Guy Berg in der Bibliothek von Schloss Ansemburg (heute Gemeinde Helperknapp, Großherzogtum Luxemburg) wiederentdeckt.
Sie ist eine der wenigen literarischen Zeugnisse in mittelhochdeutscher Sprache aus dem moselfränkischen Raum. In Luxemburg wird die fromme Geschichte von Bruder Hermann von Veldenz über die Viandener Grafentochter und Nonne Yolanda von Vianden gerne zum uralten Zeugnis luxemburgischer Sprache und nationaler Identität erklärt. Die Schrift wurde vom Staat Luxemburg nach zehn Jahren, nach Romain Hilgerts Einschätzung überteuert, vom Grafen von Ansemburg und dessen Erben erworben. Die Handschrift befindet sich heute in der Bibliothèque nationale de Luxembourg unter der Signatur Ms 860.
Nachdem das Projekt einer kritischen Textedition an Meinungsverschiedenheiten unter den Autoren gescheitert war, wurde die Auswertung des Epos der Universität Trier anvertraut. Die Altgermanistin Claudine Moulin hat nun eine zeichengetreue Wiedergabe in der Schriftenreihe des Institut Grand-Ducal-Leo nach wissenschaftlichen Maßstäben ediert. Damit ist zum ersten Male der Originaltext der Öffentlichkeit zugänglich.